# Los Lunnis con María Isabel
Los Lunnis con María Isabel è il quinto album in studio di María Isabel, pubblicato il 10 novembre 2009.

## Il disco
Contiene 14 nuovi brani, e sono tratti dal programma tv per bambini che lei conduce ("Los Lunnis"). Il primo singolo estratto da questo album è Cosquillitas, seguito poi da Toc Toc (Shop, Shop).

## Tracce
1. María Isabel (Cosquillitas)
2. Los Lunnis (Vaya Fiesta)
3. Los Lunnis (Vida Sana)
4. Los Lunnis (La Canción De Los Derechos)
5. María Isabel (Toc Toc (Shop, Shop))
6. Los Lunnis (Good Morning)
7. Los Lunnis (Los Lunnis Nos Vamos A La Cama)
8. Los Lunnis (Vive La Navidad)
9. Los Lunnis (Somos Lunnis)
10. Los Lunnis (Despierta Ya)
11. Los Lunnis (Cumple Cumpleaños)
12. Los Lunnis (Navidad Lunnis)
13. María Isabel Con Los Lunnis (Cosquillitas)
14. Lunnis 2.0 (sigla del programma)